# Batocera davidis
Batocera davidis là một loài bọ cánh cứng trong họ Cerambycidae.